# Aloe dewetii
Aloe dewetii ist eine Pflanzenart der Gattung der Aloen in der Unterfamilie der Affodillgewächse (Asphodeloideae). Das Artepitheton dewetii ehrt J. F. de Wet, Direktor der Vryheid Junior School in Südafrika, der Reynolds auf die Art hinwies.

## Beschreibung

### Vegetative Merkmale
Aloe decurva wächst stammlos und einfach. Die etwa 20 lanzettlich spitz zulaufenden Laubblätter bilden dichte Rosetten. Die trübgrüne Blattspreite ist bis zu 48 Zentimeter lang und 13 Zentimeter breit. Auf der Blattoberseite befinden sich zahlreiche trübweiße, verlängerte Flecken, die in unregelmäßigen Querbändern oder unregelmäßig zerstreut angeordnet sind. Die Unterseite ist nicht gefleckt und undeutlich gestreift. Die vorstehenden, hornartigen Ränder sind braun. Die stechenden, braunen Zähne am Blattrand sind bis zu 10 Millimeter lang und stehen 10 bis 15 Millimeter voneinander entfernt. 

### Blütenstände und Blüten
Der Blütenstand besteht aus zehn Zweigen und erreicht eine Länge von bis zu 2 Meter und mehr. Die unteren Zweige sind zusätzlich verzweigt. Die zylindrisch  spitz zulaufenden Trauben sind bis zu 40 Zentimeter lang und 7 Zentimeter breit. Die deltoiden Brakteen weisen eine Länge von 20 Millimeter auf und sind 3 Millimeter breit. Die trüb scharlachroten, bereiften Blüten stehen an bis zu 15 Millimeter langen Blütenstielen. Die Blüten sind 35 bis 42 Millimeter lang und an ihrer Basis gestutzt. Auf Höhe des Fruchtknotens weisen die Blüten einen Durchmesser von 14 Millimeter auf. Darüber sind sie abrupt auf 6 bis 7 Millimeter verengt und schließlich zur Mündung erweitert. Ihre äußeren Perigonblätter sind auf einer Länge von 6 Millimetern nicht miteinander verwachsen. Die Staubblätter und der Griffel ragen bis zu 1 Millimeter aus der Blüte heraus.

### Genetik
Die Chromosomenzahl beträgt {\displaystyle 2n=14}.

## Systematik und Verbreitung
Aloe dewetii ist in den südafrikanischen Provinzen KwaZulu-Natal und Mpumalanga sowie im Süden von Eswatini auf Grasland in Höhen von 200 bis 1000 Metern verbreitet. 
Die Erstbeschreibung durch Gilbert Westacott Reynolds wurde 1937 veröffentlicht.

## Nachweise